# Terenzio vaticano
Il Terenzio Vaticano (Terentius Vaticanus), o Codex Vaticanus Latinus 3868, è un manoscritto miniato del IX secolo delle commedie latine di Publio Terenzio Afro, conservato nella Biblioteca apostolica vaticana. Secondo l'analisi storico-artistica il manoscritto è stato copiato da un modello del III secolo. Nell'apparato critico delle edizioni moderne il manoscritto è indicato con la sigla "C".

## Storia
Il manoscritto fu realizzato intorno all'anno 825 da un amanuense di nome Hrodgarius, come si legge nel colophon
Il luogo di creazione è ancora dibattuto: è stata proposta l'abbazia di Corbie, ma anche lo scriptorium dell'abbazia di Corvey; un'altra ipotesi preferisce vedervi un'opera della Schola palatina. Quest'ultima è la più accreditata attualmente.
Il manoscritto era già presente in Francia alla fine del X o inizio dell'XI secolo, è poi identificato nella biblioteca papale regnante papa Sisto IV, segnalato nell'inventario del 1475. Trafugato dalle truppe francesi durante la Repubblica Romana, fu restituito nel 1816.

## Descrizione

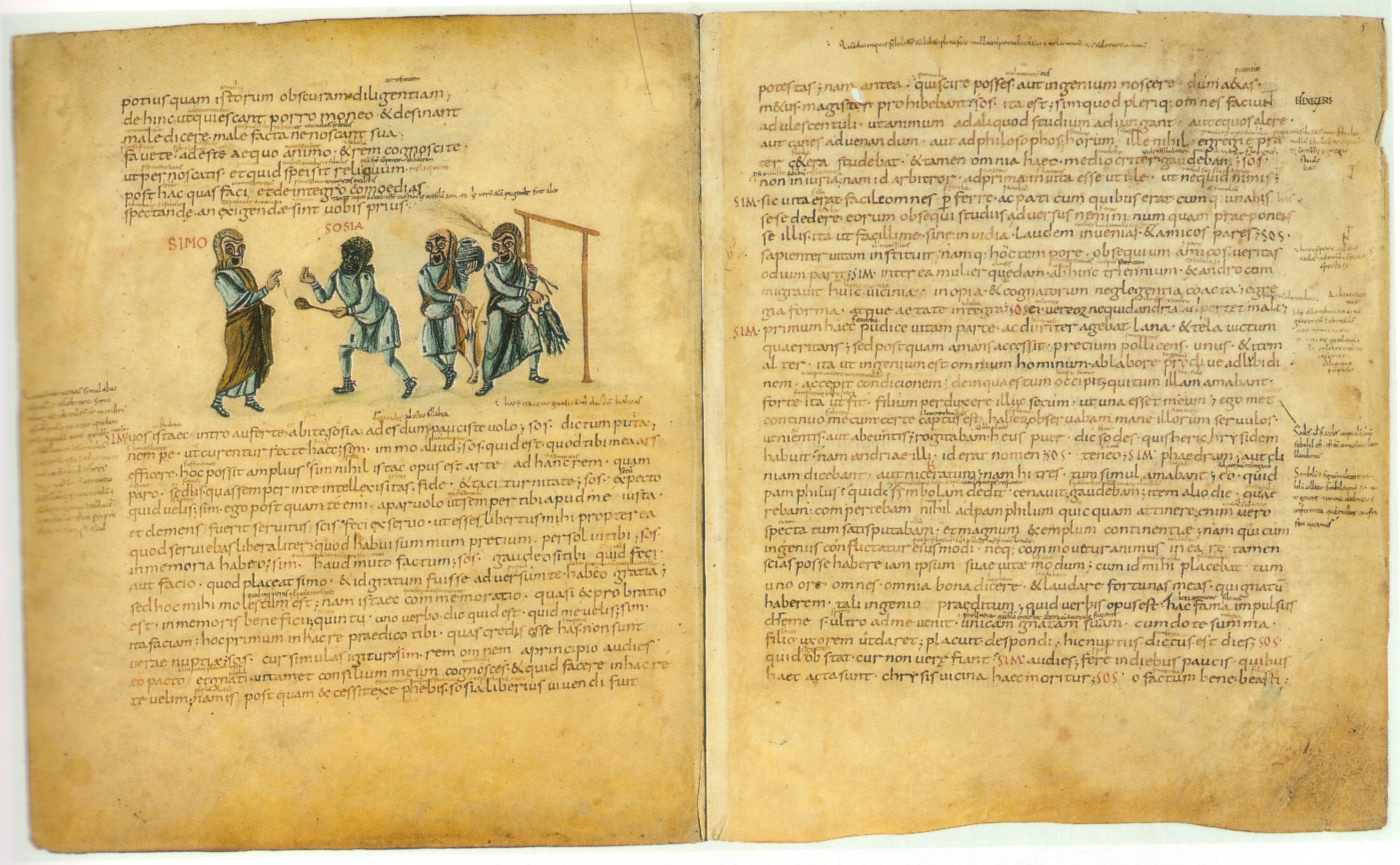
Bifolio estratto da Andria, 4v-5r.

Il testo è redatto da una sola mano, quella del copista Hrodgarius, in una scrittura minuscola carolina, coi titoli, gli argomenti e i nomi dei personaggi in capitali rustiche alternativamente rosse e nere. Al testo di Terenzio si aggiungono commentari interlineari e marginalia: si tratta di commentari datati al IX secolo noti come Brunsianum e Monacense che si ritrovano in altri manoscritti del periodo. Il commentario Brunsianum daterebbe all'inizio del regno di Carlo Magno, mentre il  Monacense è attribuito a Erico di Auxerre. Vi si aggiungono altri commentari più tardivi, del secolo XI. Le miniature sono circa 150 e caratterizzate da disegni non inquadrati, come nella tarda antichità. Le miniature sono di tre autori diversi, ma uno solo ha firmato la propria opera, Adelricus, nella cornice del timpano che sovrasta l'edicola contenente le maschere delle sei commedie (f. 3r).
Il manoscritto contiene sei opere di Terenzio:
- 3v-18v : Andria
- 18v-34v : Eunuchus
- 34v-50r : Heautontimorumenos
- 50r-64v : Adelphoe
- 64v-76v : Hecyra
- 76v-92r : Phormio

È un esempio di arte carolingia, ma le illustrazioni seguono un modello antico.
La prima traduzione inglese fu curata da George Colman nel 1768.
Il Vaticano ha digitalizzato il manoscritto e lo ha aggiunto alla sua biblioteca online, DigiVatLib, come parte del suo progetto per fornire accesso online gratuito alle collezioni di manoscritti e incunaboli della Biblioteca Vaticana.

## L'archetipo del codice
Dalla fine del XIX secolo molti studiosi tentarono di stimare l'epoca del modello da cui fu copiato il Vaticanus 3868. Secondo Weitzmann quest'ultimo è una copia fedelissima di un manoscritto originale tardo antico. Weitzmann, Koehler e Mütherich datarono il manoscritto originale, sulla base dei dati storico-artistici, al V secolo. L'artista avrebbe ricevuto una formazione di influenza greco-asiatica.
Questo punto di vista dominava prima della seconda guerra mondiale.
Negli anni '60 fu effettuata un'altra analisi storico-artistica più dettagliata. Le immagini delle maschere femminili sono state confrontate con tre maschere femminili datate all'incirca tra gli anni 242 e 267. L'acconciatura del ritratto di Terenzio è vicina a quella preferita dagli imperatori tra gli anni 238 e 249, suggerendo che i modelli da cui è stato copiato il codice siano stati realizzati nel III secolo.